# Lista de prémios e nomeações recebidos por WandaVision
WandaVision é uma minissérie da televisão americana criada por Jac Schaeffer para o serviço de streaming Disney+, baseada na Marvel Comics com os personagens Wanda Maximoff / Feiticeira Escarlate e Visão. É a primeira série de televisão da Marvel Cinematic Universe (MCU) produzida pela Marvel Studios, com Schaeffer atuando como redator principal e Matt Shakman dirigindo todos os nove episódios. Elizabeth Olsen e Paul Bettany reprisam seus respectivos papéis como Wanda Maximoff e Vision dos filmes MCU, com Debra Jo Rupp, Fred Melamed, Kathryn Hahn, Teyonah Parris, Randall Park, Kat Dennings, e Evan Peters também estrelando. A série homenageia sitcoms anteriores, com Maximoff e Vision vivendo em uma realidade que os leva por diferentes décadas de tropas televisivas.
WandaVision estreou no Disney+ com seus dois primeiros episódios em 15 de janeiro de 2021, com episódios subsequentes lançados semanalmente até 5 de março. A série recebeu vários prêmios e indicações com a maioria dos elogios reconhecendo a própria série, atuando, dirigindo, escrevendo, valores de produção e trilha sonora. Foi nomeado para oito Primetime Emmy Awards e quinze Primetime Creative Arts Emmy Awards (ganhando três Creative Arts Emmys), bem como um Black Reel Award, um Clio Award, um Directors Guild of America Award, cinco Dorian Awards (ganhando três), um Dragon Award, quatro Gold Derby TV Awards (ganhando três), quatro Golden Trailer Awards (ganhando um), um Harvey Award, sete Hollywood Critics Association TV Awards (ganhando dois), um Irish Film Television Award, um MTV Millennial Awards (ganhou), seis MTV Movie & TV Awards (ganhando quatro), um Shorty Award (ganhado), quatro TCA Awards, um TV Choice Award e um World Soundtrack Award.

## Prêmios e Indicações
| Prêmio                                  | Data da cerimônia                | Categoria                                                                                                  | Recebedor(es) | Resultado | Ref(s) |
| --------------------------------------- | -------------------------------- | --- | --- | --------- | ------ |
| Directors Guild of America Award        | 10 de abril de 2021              | Realização extraordinária de direção em filmes para televisão e séries limitadas                           | Matt Shakman | Indicado  | [ 6 ]  |
| Shorty Awards                           | 26 de abril – 14 de maio de 2021 | Melhor presença geral no Instagram                                                                         | Conta no Instagram de WandaVision | Venceu    | [ 7 ]  |
| MTV Movie & TV Awards                   | 16 de maio de 2021               | Melhor Programa                                                                                            | WandaVision | Venceu    | [ 8 ]  |
| MTV Movie & TV Awards                   | 16 de maio de 2021               | Melhor Canção                                                                                              | "Agatha All Along" | Indicado  | [ 8 ]  |
| MTV Movie & TV Awards                   | 16 de maio de 2021               | Melhor Vilão                                                                                               | Kathryn Hahn | Venceu    | [ 8 ]  |
| MTV Movie & TV Awards                   | 16 de maio de 2021               | Melhor Luta                                                                                                | Elizabeth Olsen e Kathryn Hahn | Venceu    | [ 8 ]  |
| MTV Movie & TV Awards                   | 16 de maio de 2021               | Melhor Performance                                                                                         | Elizabeth Olsen | Venceu    | [ 8 ]  |
| MTV Movie & TV Awards                   | 16 de maio de 2021               | Melhor Herói                                                                                               | Teyonah Parris | Indicado  | [ 8 ]  |
| Clio Awards                             | 10 de Junho de 2021              | Uso de música em trailers / teasers                                                                        | trailer "Homecoming" | Venceu    | [ 9 ]  |
| Irish Film & Television Awards          | 04 de julho de 2021              | Melhores efeitos visuais                                                                                   | Jim O’Hagan e Ed Bruce | Indicado  |        |
| MTV Millennial Awards                   | 13 de julho de 2021              | Série do ano                                                                                               | WandaVision | Venceu    | [ 10 ] |
| Golden Trailer Awards                   | 22 de julho de 2021              | Melhor aventura de fantasia para uma série de TV / streaming (trailer / teaser / anúncio de TV)            | "Believe" (Level Up AV) | Indicado  | [ 11 ] |
| Golden Trailer Awards                   | 22 de julho de 2021              | Melhor música para uma série de TV / streaming (trailer / teaser / anúncio de TV)                          | "Believe" (Level Up AV) | Indicado  | [ 11 ] |
| Golden Trailer Awards                   | 22 de julho de 2021              | Teaser para uma série / Trailer / Anúncio de TV mais original para uma série                               | "Believe" (Level Up AV) | Venceu    | [ 11 ] |
| Golden Trailer Awards                   | 22 de julho de 2021              | Teaser para uma série / Trailer / Anúncio de TV mais original para uma série                               | "New Era" (MOCEAN) | Indicado  | [ 11 ] |
| Black Reel Awards                       | 15 de agosto de 2021             | Melhor atriz coadjuvante de série ou filme para a tv                                                       | Teyonah Parris | Indicado  | [ 12 ] |
| Gold Derby TV Awards                    | 18 de agosto de 2021             | Melhor série limitada                                                                                      | WandaVision | Venceu    | [ 13 ] |
| Gold Derby TV Awards                    | 18 de agosto de 2021             | Melhor Atriz de série Limitada / Cinema                                                                    | Elizabeth Olsen | Indicado  | [ 13 ] |
| Gold Derby TV Awards                    | 18 de agosto de 2021             | Melhor Ator de série Limitada / Cinema                                                                     | Paul Bettany | Venceu    | [ 13 ] |
| Gold Derby TV Awards                    | 18 de agosto de 2021             | Melhor Atriz coadjuvante de série Limitada / Cinema                                                        | Kathryn Hahn | Venceu    | [ 13 ] |
| Dorian Awards                           | 29 de agosto de 2021             | Melhor performance de tv                                                                                   | Elizabeth Olsen | Indicado  | [ 14 ] |
| Dorian Awards                           | 29 de agosto de 2021             | Melhor performance coadjuvante de tv                                                                       | Kathryn Hahn | Venceu    | [ 14 ] |
| Dorian Awards                           | 29 de agosto de 2021             | Melhor performance musical de tv                                                                           | "Agatha All Along" por Kathryn Hahn | Venceu    | [ 14 ] |
| Dorian Awards                           | 29 de agosto de 2021             | Programa mais impressionante visualmente                                                                   | WandaVision | Venceu    | [ 14 ] |
| Dorian Awards                           | 29 de agosto de 2021             | Melhor série                                                                                               | WandaVision | Indicado  | [ 14 ] |
| Hollywood Critics Association TV Awards | 29 de agosto de 2021             | Melhor série limitada de streaming, série de antologia ou filme live-action para televisão                 | WandaVision | Venceu    | [ 15 ] |
| Hollywood Critics Association TV Awards | 29 de agosto de 2021             | Melhor ator em uma série limitada, série de antologia ou filme para televisão                              | Paul Bettany | Indicado  | [ 15 ] |
| Hollywood Critics Association TV Awards | 29 de agosto de 2021             | Melhor atriz em uma série limitada, série de antologia ou filme para televisão                             | Elizabeth Olsen | Indicado  | [ 15 ] |
| Hollywood Critics Association TV Awards | 29 de agosto de 2021             | Melhor ator coadjuvante em uma série limitada, série de antologia ou filme para televisão                  | Randall Park | Indicado  | [ 15 ] |
| Hollywood Critics Association TV Awards | 29 de agosto de 2021             | Melhor atriz coadjuvante em uma série limitada, série de antologia ou filme para televisão                 | Kat Dennings | Indicado  | [ 15 ] |
| Hollywood Critics Association TV Awards | 29 de agosto de 2021             | Melhor atriz coadjuvante em uma série limitada, série de antologia ou filme para televisão                 | Kathryn Hahn | Venceu    | [ 15 ] |
| Hollywood Critics Association TV Awards | 29 de agosto de 2021             | Melhor atriz coadjuvante em uma série limitada, série de antologia ou filme para televisão                 | Teyonah Parris | Indicado  | [ 15 ] |
| Dragon Awards                           | 5 de setembro de 2021            | Melhor série de tv de ficção científica ou fantasia                                                        | WandaVision | Indicado  | [ 16 ] |
| TV Choice Awards                        | 6 de setembro de 2021            | Melhor Drama Familiar                                                                                      | WandaVision | Indicado  | [ 17 ] |
| Primetime Creative Arts Emmy Awards     | 11 e 12 de setembro de 2021      | Melhor elenco de série limitada ou filme                                                                   | Sarah Halley Finn e Jason B. Stamey | Indicado  | [ 18 ] |
| Primetime Creative Arts Emmy Awards     | 11 e 12 de setembro de 2021      | Melhor figurino de fantasia / ficção científica                                                            | Mayes C. Rubeo, Joseph Feltus, Daniel Selon e Virginia Burton (por "Filmed Before a Live Studio Audience") | Venceu    | [ 18 ] |
| Primetime Creative Arts Emmy Awards     | 11 e 12 de setembro de 2021      | Melhor período e / ou penteado de personagem                                                               | Karen Bartek, Cindy Welles, Nikki Wright, Anna Quinn e Yvonne Kupka (por "Don't Touch That Dial") | Indicado  | [ 18 ] |
| Primetime Creative Arts Emmy Awards     | 11 e 12 de setembro de 2021      | Melhor período e / ou maquiagem de personagem (Não Protético)                                              | Tricia Sawyer, Vasilios Tanis, Jonah Levy e Regina Little (for "Filmed Before a Live Studio Audience") | Indicado  | [ 18 ] |
| Primetime Creative Arts Emmy Awards     | 11 e 12 de setembro de 2021      | Melhor design de título principal                                                                          | John LePore, Doug Appleton, Nick Woythaler e Alex Rupert | Indicado  | [ 18 ] |
| Primetime Creative Arts Emmy Awards     | 11 e 12 de setembro de 2021      | Melhor composição musical para uma série limitada ou antologia, filme ou especial (trilha sonora original) | Christophe Beck (for "Previously On") | Indicado  | [ 18 ] |
| Primetime Creative Arts Emmy Awards     | 11 e 12 de setembro de 2021      | Música tema triginal do título principal                                                                   | Kristen Anderson-Lopez e Robert Lopez | Indicado  | [ 18 ] |
| Primetime Creative Arts Emmy Awards     | 11 e 12 de setembro de 2021      | Melhor música e letras originais                                                                           | Kristen Anderson-Lopez e Robert Lopez (for "Agatha All Along") | Venceu    | [ 18 ] |
| Primetime Creative Arts Emmy Awards     | 11 e 12 de setembro de 2021      | Melhor supervisão musical                                                                                  | Dave Jordan e Shannon Murphy (por "Don't Touch That Dial") | Indicado  | [ 18 ] |
| Primetime Creative Arts Emmy Awards     | 11 e 12 de setembro de 2021      | Melhor edição de imagem com uma única câmera para uma série ou filme limitado ou antologia                 | Nona Khodai (por "On a Very Special Episode...") | Indicado  | [ 18 ] |
| Primetime Creative Arts Emmy Awards     | 11 e 12 de setembro de 2021      | Melhor edição de imagem com uma única câmera para uma série ou filme limitado ou antologia                 | Zene Baker, Michael A. Webber, Tim Roche e Nona Khodai (por "The Series Finale") | Indicado  | [ 18 ] |
| Primetime Creative Arts Emmy Awards     | 11 e 12 de setembro de 2021      | Melhor design de produção para um programa narrativo (meia hora)                                           | Mark Worthington, Sharon Davis e Kathy Orlando | Venceu    | [ 18 ] |
| Primetime Creative Arts Emmy Awards     | 11 e 12 de setembro de 2021      | Melhor edição de som para uma série limitada ou antologia, filme ou especial                               | Gwendolyn Yates Whittle, Kim Foscato, James Spencer, Chris Gridley, Steve Orlando, Scott Guitteau, Jon Borland, Samson Neslund, Richard Gould, Jordan Myers, Luke Dunn Gielmuda, Greg Peterson, Fernand Bos, Anele Onyekwere, Ronni Brown e Shelley Roden (por "The Series Finale") | Indicado  | [ 18 ] |
| Primetime Creative Arts Emmy Awards     | 11 e 12 de setembro de 2021      | Melhor mixagem de som para uma série ou filme limitado ou antologia                                        | Danielle Dupre, Chris Giles, Doc Kane e Casey Stone (por "The Series Finale") | Indicado  | [ 18 ] |
| Primetime Creative Arts Emmy Awards     | 11 e 12 de setembro de 2021      | Melhores efeitos visuais especiais em uma temporada ou filme                                               | Tara deMarco, James Alexander, Sarah Eim, Sandra Balej, David Allen, Marion Spates, Steve Moncur, Julien Hery e Ryan Freer | Indicado  | [ 18 ] |
| TCA Awards                              | 15 de setembro de 2021           | Programa do Ano                                                                                            | WandaVision | Indicado  | [ 19 ] |
| TCA Awards                              | 15 de setembro de 2021           | Melhor realização em filmes, minisséries e especiais                                                       | WandaVision | Indicado  | [ 19 ] |
| TCA Awards                              | 15 de setembro de 2021           | Melhor programa novo                                                                                       | WandaVision | Indicado  | [ 19 ] |
| TCA Awards                              | 15 de setembro de 2021           | Conquista individual em drama                                                                              | Elizabeth Olsen | Indicado  | [ 19 ] |
| Primetime Emmy Awards                   | 19 de setembro de 2021           | Melhor série limitada                                                                                      | Kevin Feige, Louis D'Esposito, Victoria Alonso, Matt Shakman, Jac Schaeffer, Mary Livanos, Trevor Waterson, Gretchen Enders e Chuck Hayward | Indicado  | [ 20 ] |
| Primetime Emmy Awards                   | 19 de setembro de 2021           | Melhor ator principal em uma série limitada ou filme                                                       | Paul Bettany | Indicado  | [ 20 ] |
| Primetime Emmy Awards                   | 19 de setembro de 2021           | Melhor atriz principal em uma série limitada ou filme                                                      | Elizabeth Olsen | Indicado  | [ 20 ] |
| Primetime Emmy Awards                   | 19 de setembro de 2021           | Melhor atriz coadjuvante em uma série limitada ou filme                                                    | Kathryn Hahn | Indicado  | [ 20 ] |
| Primetime Emmy Awards                   | 19 de setembro de 2021           | Melhor direção de série limitada ou filme                                                                  | Matt Shakman | Indicado  | [ 20 ] |
| Primetime Emmy Awards                   | 19 de setembro de 2021           | Melhor roteiro de série limitada ou filme                                                                  | Jac Schaeffer (por "Gravado Ao Vivo com Platéia") | Indicado  | [ 20 ] |
| Primetime Emmy Awards                   | 19 de setembro de 2021           | Melhor roteiro de série limitada ou filme                                                                  | Chuck Hayward e Peter Cameron (por "Um Halloween Assustadoramente Inédito!") | Indicado  | [ 20 ] |
| Primetime Emmy Awards                   | 19 de setembro de 2021           | Melhor roteiro de série limitada ou filme                                                                  | Laura Donney (por "Nos Capítulos Anteriores") | Indicado  | [ 20 ] |
| Harvey Awards                           | 8 de outubro de 2021             | Melhor adaptação de quadrinhos / graphic novel                                                             | WandaVision | Venceu    | [ 21 ] |
| World Soundtrack Awards                 | 23 de outubro de 2021            | Melhor compositor                                                                                          | Christophe Beck | Indicado  | [ 22 ] |